# Стонишкяйское староство
Стонишкяйское староство (лит. Stoniškių seniūnija) — одно из 5 староств Пагегского самоуправления Таурагского уезда Литвы. Административный центр — деревня Стонишкяй.

## География
Расположено на западе Литвы, в западной части Пагегского самоуправления в Нижненеманской низменности.
Граничит с Пагегским староством на востоке, Усенайским староством Шилутского района — на западе и севере, Катичяйским староством Шилутского района — на севере, и Славским районом Калининградской области России — на западе и юге.

## Население
Стонишкяйское староство включает в себя 25 деревень.